# パンチヤングFUKUOKA
『パンチヤングFUKUOKA』（パンチヤングふくおか）は、1970年から1973年まで九州朝日放送（KBCテレビ）で土曜夕方に放送されていた福岡ローカルの公開バラエティ番組。土曜日の17:00から1時間放送されていた。キユーピーの一社提供。

## 内容
福岡県福岡市天神のダイエーショッパーズ福岡7階に設けられた特設ステージからの生放送で、毎週豪華なゲストが揃っていた。司会の長沢純の軽快な話術で人気番組となった。会場のボードには「キユーピーマヨネーズ」と書かれていた。

## 受賞
- 1971年 - 日本民間放送連盟賞 テレビ娯楽番組銀賞受賞[1]。

## 主な出演

### ホスト
- 長沢純

### ホステス
- 福沢真美子

### アシスタント
- 渡久山巌（当時KBCアナウンサー）

### 演奏
- ウィンドミル ザ・キングス

### 踊り
- スクールメイツ（福岡）